# 오스트리아 국가 조약

오스트리아 분할점령, 1945년-1955년

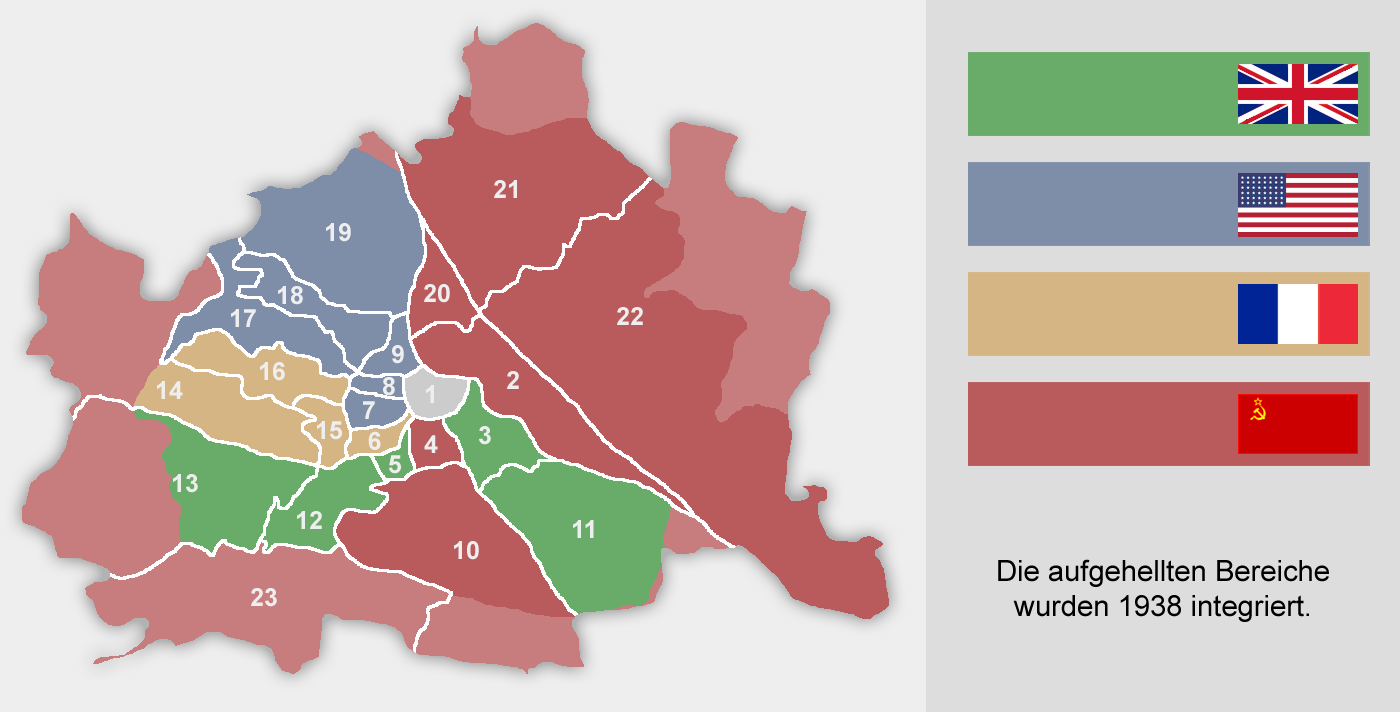
빈의 분할점령, 1945년-1955년

오스트리아 국가 조약(독일어: Österreichischer Staatsvertrag)은 제2차 세계 대전 이후 분할점령된 오스트리아에 관해 점령국들인 미국, 영국, 프랑스, 소련 4개국과 오스트리아 사이에서 맺은 조약이다. 정식 명칭은 독립적이고 민주적인 오스트리아 재건을 위한 국가 조약(독일어: Staatsvertrag betreffend die Wiederherstellung eines unabhängigen und demokratischen Österreich)이다.
이 조약은 1955년 5월 15일 빈에서 제2차 세계 대전의 연합국이었던 미국, 영국, 프랑스, 소련 대표와 오스트리아 정부 대표가 서명했으며 1955년 7월 27일을 기해 효력이 발생했다. 서방 국가들은 오스트리아를 북대서양 조약 기구(NATO)에 가입시키려고 했지만 소련의 반대로 무산되었다. 1955년 10월 26일 오스트리아 의회는 오스트리아가 영세 중립국임을 선언했다.

## 조약의 주요 내용
- 서독 또는 동독과 오스트리아의 병합은 금지된다.
- 원자·생물·화학 무기를 제조·소유·실험할 수 없다.
- 조약이 발효된 후 4개국(미국, 영국, 프랑스, 소련)의 점령군은 오스트리아에서 철수한다.